# Разъезд № 40
Разъе́зд № 40 — село в Ишимском районе Тюменской области России. Входит в состав Шаблыкинского сельского поселения.

## География
Село находится в юго-восточной части Тюменской области, в пределах юго-западной части Западно-Сибирской низменности, в лесостепной зоне, на расстоянии 1 км к северо-востоку от села Шаблыкино, центра сельского поселения, и примерно 25 км (по прямой) к юго-востоку от города Ишим, административного центра района. 

### Климат
Климат континентальный с холодной продолжительной зимой и тёплым относительно коротким летом. Средняя температура воздуха самого холодного месяца (января) — −18,7 °C (абсолютный минимум — −47,3 °C); самого тёплого месяца (июля) — 18 °C (абсолютный максимум — 38,4 °С). Безморозный период длится в среднем 111 дней. Среднегодовое количество атмосферных осадков составляет 181—469 мм, из которых 70 % выпадает в тёплый период. Продолжительность залегания снежного покрова составляет в среднем 164 дня.

### Часовой пояс
Село Разъезд № 40, как и вся Тюменская область, находится в часовой зоне МСК+2. Смещение применяемого времени относительно UTC составляет +5:00.

## Население
| 2010 |
| ---- |
| 59   |

## Улицы
В селе имеются две улицы: Зелёная и Привокзальная.

## Транспорт
В селе находится железнодорожная станция Шаблыкино.